# Bruno K. Öijer
Bruno K. Öijer, folkbokförd som Keats Bruno Öijer, före år 1999 Kenneth Bruno Öijer, född 26 november 1951 i Linköping, är en svensk poet.

## Biografi

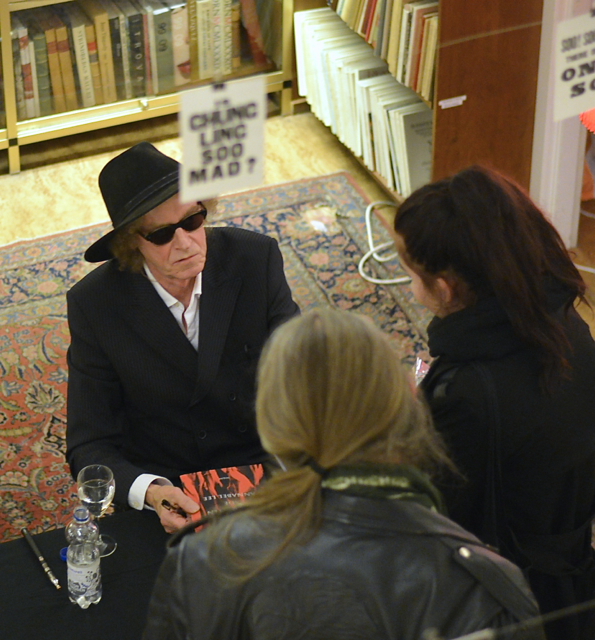
Öijer signerar sin diktsamling "Och natten viskade Annabel Lee" på Rönnells antikvariat i Stockholm 2014.

Bruno K. Öijer har sedan debuten år 1973 ofta framfört sina dikter inför publik. Under några år i mitten av 1970-talet turnerade han med Per-Eric Söder, Eric Fylkeson och Leif Elggren med flera som lyrikgruppen Vesuvius. Under senare år har Öijer i stort sett bara framträtt på scen i samband med att han utgivit nya diktsamlingar. Hans mycket personliga sceniska uttryck har beskrivits som "manierat men suggestivt" och ligger nära rockmusiken. 

### Övrigt
Bruno K. Öijer uppbär statlig inkomstgaranti för konstnärer. Han är gift med konstnären Maya Eizin Öijer. Öijer finns representerad med boken Det förlorade ordet vid Nationalmuseum i Stockholm.
2025 belönades Öijer med DN:s Kulturpris för sin diktsamling ”Växla ringar med mörkret”

### Musik
År 1986 gav Öijer, tillsammans med Brynn Settels, ut LP:n Skugga kommer. Han har vid ett flertal tillfällen samarbetat med Fläskkvartetten, som spelade med honom bland annat vid framförandet av ”Skisser till ett av dödens tal” i TV. Den 6 juni 2003 uppträdde han i samband med gruppen Kents konsert på Stockholms stadion. Öijers dikter har också blivit tonsatta av flera svenska tonsättare. Dessa innefattar Molly Kien, Håkan Larsson, Martin B Svensson, Tomas Winter, Hans Ek, Henrik Strindberg, Ylva Skog, Joakim Sandgren och Kim Hedås.

## Stil
Bruno K. Öijer beskriver sin poesi med orden: "I grunden handlar det om att varje människa är större än sin situation och att vår framtid beror på vår förmåga att kunna känna sorg över det som gått förlorat".

## Diktsamlingar
- 1973 – Sång för anarkismen (Poesiförlaget)
- 1974 – Fotografier av undergångens leende (Wahlström & Widstrand)
- 1974 – Vesuvius, illustrationer Leif Elggren (Poesiförlaget)
- 1975 – Bob Dylan, illustrationer Leif Elggren (Bo Cavefors bokförlag)
- 1976 – c/o NIGHT (W&W)
- 1977 – Mot alla odds (Cavefors)
- 1979 – Spelarens Sten (W&W)
- 1981 – Giljotin (W&W)
- 1986 – Samlade dikter (W&W)
- 1990 – Medan giftet verkar (W&W)
- 1993 – Samlade dikter (W&W)
- 1995 – Det förlorade ordet (W&W)
- 2001 – Dimman av allt (W&W)
- 2002 – Trilogin (W&W) (Medan giftet verkar, Det förlorade ordet och Dimman av allt i samlingsutgåva)
- 2004 – Samlade dikter (W&W)
- 2008 – Svart som silver (W&W)
- 2014 – Och natten viskade Annabel Lee (W&W)
- 2024 – Växla ringar med mörkret (W&W)

## Roman
- 1978 – Chivas Regal

## Priser och utmärkelser
- 1976 – Stig Carlson-priset
- 1991 – Kallebergerstipendiet
- 1991 – Carl Emil Englund-priset för Medan giftet verkar
- 1995 – De Nios Vinterpris
- 1995 – Palmærpriset
- 1999 – Bellmanpriset
- 1999 – Sveriges Radios Lyrikpris
- 2002 – De Nios Stora Pris[11]
- 2002 – Erik Lindegren-priset[12]
- 2010 – Doblougska priset[13]
- 2010 – Stockholms stads hederspris[14]
- 2012 – Aniarapriset[15]
- 2013 – Ferlinpriset "för att han med sin mörka musikalitet gett poesin en ny publik och en ny framtid"[16]
- 2015 – Övralidspriset[17]
- 2016 –  Natur & Kulturs kulturpris[18]